# Disturbo somatoforme
Il disturbo da sintomi somatici (DSS), precedentemente noto come disturbo somatoforme, è una diagnosi di salute mentale del DSM 5 che può essere attribuita a un individuo che soffre di sintomi somatici cronici e sperimenta uno schema caratteristico di pensieri, sentimenti e comportamenti legati ai suoi problemi di salute, che contribuisce al disagio e a un'interruzione del funzionamento quotidiano. Il termine disturbo da sintomi somatici (DSS) è stato introdotto nel 2013, sostituendo i vecchi termini legati al "somatoforme".
Somatico significa "del corpo"; un sintomo è un cambiamento soggettivo nel funzionamento o nell'esperienza del corpo, che potrebbe essere considerato come indicativo di una condizione di malattia. Nella DSS, i sintomi possono riguardare qualsiasi cosa, dal dolore alla mancanza di respiro. La parola "disturbo" indica che la diagnosi dovrebbe essere assegnata solo quando sia i sintomi che le risposte psicologiche e comportamentali associate ai sintomi causano un disagio significativo e un'interruzione del funzionamento dell'individuo. Sperimentare i sintomi ed esserne preoccupati è ovviamente un'esperienza umana normale. Pertanto, per soddisfare i criteri per una diagnosi di DSS, l'individuo deve sperimentare cambiamenti psico-patologici caratteristici legati ai suoi problemi di salute. L'assegnazione di una diagnosi di DSS indica che il paziente potrebbe beneficiare di alcuni interventi psicologici o comportamentali per migliorare la sua qualità di vita, indipendentemente dalla causa sottostante dei sintomi. La DSS può colpire chiunque a qualsiasi età e la tendenza a soffrire di DSS è sostenuta da una complessa interazione di fattori biologici, psicologici e sociali.

## Criteri diagnostici

### DSM-5
A.     Uno o più sintomi somatici angoscianti e/o che comportano una significativa interruzione della vita quotidiana.
B.     Pensieri, sentimenti o comportamenti eccessivi legati ai sintomi somatici o ai problemi di salute associati, manifestati da almeno uno dei seguenti elementi:
1) pensieri sproporzionati e persistenti sulla gravità dei propri sintomi
2) Livello persistentemente alto di ansia per la salute o i sintomi
3) Tempo ed energia eccessivi dedicati a questi sintomi o problemi di salute.
C.     Anche se uno stesso sintomo può non essere presente in modo continuativo, lo stato di sintomaticità è persistente (in genere più di 6 mesi).

### Cambiamenti dal DSM-IV, ICD-10
Il concetto di Disturbo da Sintomi Somatici sostituisce il vecchio concetto di "disturbi somatoformi" utilizzato nel DSM-IV, che comprendeva il disturbo somatoforme indifferenziato e l'ipocondria. Esiste una certa sovrapposizione con la nuova diagnosi dell'ICD-11 Disturbo da disagio corporeo, che si ritiene sostituisca in larga misura la precedente categoria di disturbi somatoformi dell'ICD-10.
Nel DSM-IV e nell'ICD-10 si poneva l'accento sul fatto che i sintomi somatoformi fossero "medicalmente inspiegabili" e quindi sull'esclusione di altri disturbi medici. Ora, invece, la DSS è una diagnosi basata sulla presenza di sintomi caratteristici piuttosto che sull'esclusione di potenziali disturbi medici sottostanti. La nuova diagnosi di DSS include criteri relativi a elementi affettivi (relativi a emozioni/stati d'animo), cognitivi (relativi al pensiero) e comportamentali. Questi cambiamenti sono considerati un progressivo avvicinamento alla comprensione dell'individuo in termini più olistici, allontanando le dicotomie poco utili di corpo e mente, o "mentale contro fisico".

### Altre caratteristiche
La DSS può colpire le persone in modi diversi e per alcuni può causare un alto grado di compromissione del funzionamento quotidiano e una riduzione della qualità della vita. Non è raro che le persone affette da DSS sperimentino anche qualche forma di difficoltà emotiva, e i disturbi depressivi e d'ansia sono spesso presenti nelle persone affette da DSS. La DSS è abbastanza comune nella popolazione generale e la ricerca ha dimostrato che circa un quarto delle persone con varie malattie fisiche soddisfa i criteri per la DSS. La DSS sembra anche essere associata a disturbi somatici funzionali come la sindrome dell'intestino irritabile e il dolore cronico diffuso/fibromialgia. Il riconoscimento precoce della DSS è essenziale per offrire un supporto/trattamento adeguato e migliorare il funzionamento e la qualità della vita.

## Prevalenza
Le stime di prevalenza variano a seconda della popolazione/sottogruppo studiato, e una revisione delle evidenze in materia ha mostrato quanto segue: Gli studi sulla popolazione generale che hanno utilizzato questionari self-report hanno riportato frequenze comprese tra il 6,7 e il 17,4% per i DSS nella popolazione generale. La frequenza più elevata di DSS è stata osservata in contesti di salute mentale specializzati nel trattamento di DSS, con tassi di frequenza compresi tra il 40,3 e il 77,7%. Negli studi condotti in contesti di medicina generale, i tassi di frequenza variavano dal 3,5% al 45,5%. La mancanza di programmi di intervista specifici per la diagnosi di DSS rappresenta una lacuna nella ricerca sulla prevalenza di DSS, poiché si ritiene che gli strumenti self-report sovrastimino la presenza di una malattia .

## Fattori di rischio
Esiste una lacuna nella ricerca per quanto riguarda i fattori di rischio per lo sviluppo di DSS. È stato dimostrato che le persone che hanno sviluppato DSS avevano una maggiore ansia di base per la salute, una maggiore tendenza alla catastrofizzazione, un concetto di sé di "debolezza corporea" percepita, mostravano più comportamenti legati alla malattia (ad esempio, l'assunzione di farmaci) e avevano livelli più elevati di depressione e ansia. Alcune ricerche hanno valutato la DSS nei giovani, dimostrando che il gruppo con DSS aveva una maggiore tendenza alle difficoltà di attaccamento e ai problemi di mentalizzazione/funzionamento riflessivo (la capacità di comprendere noi stessi e gli altri in termini di stati mentali). Una revisione sistematica ha rilevato deboli associazioni tra DSS e vari tratti della personalità, come nevroticismo e gradevolezza, nonché caratteristiche introverse. È importante notare che la ricerca è scarsa in quest'area, con un numero relativamente piccolo di individui studiati, e c'è ancora molto lavoro da fare per chiarire questi fattori e identificare potenziali aree di intervento.

## Cause
Un modello comunemente utilizzato in ambito sanitario per spiegare l'insorgenza e il decorso della malattia prevede l'esame dei fattori predisponenti, precipitanti (scatenanti) e perpetuanti (di mantenimento). Le ricerche emergenti sottolineano l'importanza delle "aspettative sui sintomi" di un individuo, che hanno un ruolo centrale. Le aspettative di malattia basate su esperienze precedenti potrebbero essere ulteriormente influenzate dagli stati emotivi di chi ha la tendenza a catastrofizzare (a pensare al peggio) o è incline all'ansia da malattia. Questo potrebbe portare allo sviluppo e al mantenimento di sintomi somatici persistenti. Il potere delle aspettative di predire il decorso dei sintomi e il trattamento è stato dimostrato in molte condizioni come il dolore, l'artrite reumatoide, il cancro e i cosiddetti "sintomi inspiegabili dal punto di vista medico"; è stato dimostrato che affrontare le aspettative dei pazienti sui sintomi può migliorare i risultati e potenzialmente aiutare le persone con questi problemi.

## Ottenere una diagnosi
In genere, la diagnosi può essere fatta da specialisti in un ambiente di cura somatico o mentale, oppure, idealmente, da un centro con competenze sia nel campo della salute mentale che fisica. La diagnosi di DSS viene solitamente fatta in ambito sanitario, il più delle volte da un medico, che può essere un medico di base, un medico ospedaliero o uno specialista nell'area della medicina psicosomatica o della psichiatria consulenziale. Il medico di base o il medico di famiglia svolge in genere un ruolo importante nel coordinare il trattamento con un medico secondario, se necessario. La diagnosi di DSS è essenzialmente clinica: il medico intraprende un'accurata anamnesi medica e mentale e un esame fisico. La diagnosi si basa sulla natura dei sintomi che si presentano ed è una diagnosi "rule in" (includere) piuttosto che "rule out" (escludere): ciò significa che si basa sulla presenza di sintomi e segni positivi che seguono un modello caratteristico descritto sopra.

### Diagnosi differenziale(diagnosi prese in considerazione dall'operatore sanitario al momento della valutazione)
Le persone con sintomi somatici (fisici) di qualsiasi origine e ansia per la salute grave co-occorrente possono essere considerate adatte a una diagnosi di DSS. A coloro che presentano esclusivamente ansia per la salute, senza sintomi somatici, potrebbe essere assegnata la diagnosi di "disturbo d'ansia da malattia" (IAD). Anche il disturbo di panico è un'importante diagnosi differenziale. A seconda del problema che si presenta, devono essere prese in considerazione anche altre condizioni mediche sottostanti e trattate in modo appropriato.

### Strumenti utilizzati per la diagnosi
Esistono numerose scale/strumenti che possono essere utilizzati per identificare i sintomi somatici comuni. Quelle per il criterio "A" sono state descritte in una revisione di Zijlema, mentre quelle per il "criterio B" sono state descritte da Toussaint.

## Prognosi
Il decorso della DSS è variabile. Un piccolo studio su adolescenti sottoposti a trattamento ospedaliero ha mostrato una remissione completa nel 49%, una certa risposta al trattamento nel 32% e nessun cambiamento nel 19% (Gao et al., 2018). Limburg et al., 2017, hanno riscontrato un tasso di persistenza dell'82% e un tasso di remissione del 18% in un campione di pazienti adulti ambulatoriali con DSS. Questo studio ha dimostrato che i pazienti che sono guariti dalla DSS hanno riportato meno catastrofismo al basale rispetto ai pazienti che non sono guariti (Limburg et al., 2017). La difficoltà di motivazione nell'impegnarsi nel trattamento della DSS ostacola i risultati della guarigione (Mander et al., 2017). È importante che i fattori che riducono la motivazione al trattamento siano esplorati con l'individuo durante il trattamento, poiché le precedenti esperienze difficili con il sistema sanitario sono comuni. La ricerca sta crescendo in quest'area e si spera che l'implementazione di solide ricerche basate sulla scienza permetterà di sviluppare supporti efficaci per le persone con DSS.

## Supporto e Trattamento
Una volta ricevuta la diagnosi, l'obiettivo del trattamento è migliorare i sintomi e la capacità di funzionare nella vita quotidiana. Il trattamento dovrebbe adottare un approccio olistico incentrato sul paziente e adattato alle esigenze specifiche dell'individuo. Dipenderà probabilmente dai sintomi sottostanti e da ciò che li determina. Il processo diagnostico è considerato una fase importante per il successo del trattamento. Quando gli operatori sanitari formulano una diagnosi ed eseguono un trattamento, è importante comunicare in modo aperto e onesto e non cadere nella trappola del pensiero dualistico, cioè "o mentale o fisico", o tentare di "riattribuire" i sintomi a una causa prevalentemente psicosociale. Le persone con questi problemi hanno spesso un'esperienza molto negativa nell'assistenza sanitaria ed è fondamentale che le loro esperienze siano convalidate e comprese, proprio come qualsiasi altro problema sanitario.
Come nel caso di qualsiasi malattia, è importante adottare misure per uno stile di vita sano, come il mantenimento di un'attività fisica regolare, l'igiene del sonno, l'impegno in attività sociali e in hobby. Per alcuni individui potrebbe essere utile fissare appuntamenti regolari e monitorare e incoraggiare le strategie che l'individuo trova utili, come la riduzione dello stress, la mindfulness o i gruppi di sostegno tra pari. È importante affrontare i potenziali fattori che mantengono lo stress, come il bullismo, l'abuso, le difficoltà finanziarie e l'onere del caregiver. I farmaci possono essere utili per alcune persone che soffrono di depressione, ansia o dolore.
La psicoterapia, come la terapia cognitivo-comportamentale, potrebbe essere utile per esplorare uno schema di pensieri, azioni e comportamenti che potrebbero essere alla base di un ciclo negativo, ad esempio affrontando le aspettative di malattia o le preoccupazioni per i sintomi. La fisioterapia può essere utile per guidare i programmi di riabilitazione all'esercizio fisico o quando l'energia, la debolezza o il dolore rappresentano un problema. In alcuni casi, può essere utile collaborare con altri caregiver, come la famiglia o il partner, per sostenere l'individuo nella sua cura. Uno studio condotto su adolescenti ricoverati con DSS ha dimostrato che la guarigione dopo la dimissione dall'ospedale era quasi 20 volte più probabile in coloro le cui famiglie accettavano pienamente la diagnosi di DSS rispetto alle famiglie con un'accettazione parziale o nulla.
Per alcuni pazienti, soprattutto quelli che vivono con questi sintomi da molti anni, un trattamento realistico prevede un'attenzione particolare alla gestione dei sintomi e al miglioramento della qualità di vita. L'accettazione dei sintomi e delle limitazioni che ne derivano può essere fondamentale in queste situazioni e molte persone riescono a vedere un miglioramento della propria condizione. Le relazioni di supporto con l'équipe sanitaria sono fondamentali a questo scopo.

## Controversie/Stigma
Le vecchie classificazioni diagnostiche descrivevano i pazienti affetti da disturbi somatoformi come "difficili", che richiedevano ripetutamente indagini e non erano disposti ad accettare spiegazioni per i loro sintomi. Si ritiene che i cambiamenti nei criteri diagnostici rappresentino un progressivo allontanamento dal dualismo mente-corpo e da punti di vista superati, stigmatizzanti e poco utili per le persone con questi disturbi. Tuttavia, all'inizio c'è stato chi ha considerato la nuova diagnosi poco rigorosa, con un'etichettatura errata e priva di specificità. Oggi esiste una notevole quantità di prove empiriche a sostegno della nuova classificazione diagnostica

## Direzioni future
La ricerca sta crescendo nell'area dei disturbi funzionali e ci sono diverse reti di ricercatori che lavorano nell'area. Si spera che tali reti integrino le conoscenze e le ricerche interdisciplinari, traducendole in servizi e supporti migliori per i disturbi funzionali e, in ultima analisi, migliorando l'assistenza ai pazienti.